# 35 Cassiopeiae
35 Cassiopeiae är en vit stjärna i huvudserien i stjärnbilden Cassiopeja. Den misstänktes vara variabel. Noggrannare mätningar har kunnat fastslå att den inte är variabel. Stjärnan är av visuell magnitud +6,32 och är därmed knappt synlig för blotta ögat vid god seeing.